# 하페 케르켈링
한스 페테르 빌헬름 케르켈링(Hans Peter Wilhelm Kerkeling, 1964년 12월 9일 ~ )은 예명 하페 케르켈링(Hape Kerkeling)으로 잘 알려진 독일의 희극인, 배우, 성우, 진행자, 가수, 작가이다.